# Triangle d'hiver

Le triangle d'hiver : Procyon à gauche, Bételgeuse à droite, Sirius en bas.

Le Triangle d'hiver (appelé également Triangle des nuits d'hiver) est un astérisme à cheval sur l'équateur céleste, formé par 3 des étoiles les plus brillantes visibles dans l'hémisphère nord surtout pendant l'hiver.
Ces 3 étoiles sont, de la plus brillante à la moins brillante :
- Sirius (α Canis Majoris) de la constellation du Grand Chien (Canis Majoris, CMa), étoile la plus brillante du ciel nocturne
- Bételgeuse (α Orionis) de la constellation d'Orion (Orion, Ori)
- Procyon (α Canis Minoris) de la constellation du Petit Chien (Canis Minoris, CMi)

Il recouvre la constellation de la Licorne.
Bien que plus brillant que les Triangles du printemps et de l'été, il est moins en évidence, car entouré d'autres étoiles très brillantes.
C'est un triangle remarquablement équilatéral puisque ses côtés varient de 25,7 à 27,1 degrés de distance angulaire.
Il est inscrit à l'intérieur de l'Hexagone d'hiver, grand astérisme du ciel hivernal avec lequel il partage Sirius et Procyon.